# Herbert Harold Read
Herbert Harold Read (Whitstable, Kent, 17 de dezembro de 1889 — 29 de março de 1970) foi um geólogo britânico.
Destacou-se nas pesquisas para a  compreensão dos processos do metamorfismo das rochas e das origens do granito.
Foi eleito membro da Royal Society em 1939, onde foi presidente de 1947 a 1949.
Foi laureado com a Medalha Bigsby em 1935 e com a Medalha Wollaston em 1952, ambas pela Sociedade Geológica de Londres e com a Medalha Penrose pela Sociedade Geológica de Londres em 1967. Recebeu também a Medalha Real pela Royal Society em 1963.

## Obras
- "Introduction to Geology: Earth History" com Janet Watson.